# Setanta himalayensis
Setanta himalayensis är en stekelart som först beskrevs av Cameron 1905.  Setanta himalayensis ingår i släktet Setanta och familjen brokparasitsteklar. Inga underarter finns listade i Catalogue of Life.